# 知らぬ顔の半兵衛
知らぬ顔の半兵衛（しらぬかおのはんべえ）は、何も知らない振りを装って物事に取り合わぬことを意味する慣用句。「知らぬ顔の半兵衛を決め込む」のような表現で使われる。

## 概要
人名である半兵衛とは、戦国時代の武将・竹中重治のこととされる。
織田信長が美濃攻略を行なう際の逸話や、豊臣秀吉に仕え始めた頃の逸話などが存在する。
- 前田利家が信長の意をうけ美濃の武将・竹中重治を調略するために接近。重治の娘・千里と仲良くなって彼女を介して重治に話を持ちかけようとしたが、重治はそれを見抜いており、あえて知らぬ顔を決め込んだ。重治は逆にこれを利用し利家から織田方の兵力などの情報を聞きだして、結果、織田勢を撃退してしまった[2]。
- 羽柴秀吉が竹中重治を伴って出陣。しかし、秀吉は全軍に陣払いを命じたにもかかわらず、重治だけはこれに従おうとしない。重治は自らの手勢1000人を陣地に残したため、秀吉はこの行いを責めるが重治は知らぬ顔で平然と軍律違反をやってのけてしまう。しかし、これが幸いとなって重治の残した手勢が勝利に導く要因となったため秀吉は一転してこれを称えた。（長篠の戦い）

## 参照出典
- 『木下蔭狭間合戦（このしたかげはざまがっせん）』、人形浄瑠璃、時代物。全十段。若竹笛躬、近松余七（十返舎一九）、並木千柳合作。寛政元年（1789年）成立。